# Йодсанклай Фаиртекс
Йодсанклай (тайск. ยอดแสนไกล แฟร์เท็กซ์; род. 5 июля 1985 года, Нонгбуалампху, Таиланд) — боец муай-тай из Таиланда. Трехкратный чемпион стадиона Люмпхини, двукратный чемпион мира WMC, обладательпояса WBC, дважды побеждал в турнирах Lion Fight World Championships. За свою карьеру провел более 200 профессиональных боев.

## Биография
Будущего чемпиона к спорту приобщил его старший брат. В восемь лет Йодсанклай провел свой первый бой. Он принес ему 250 бат. Первый пояс стадиона Люмпхини он выиграл в 2001 году — в возрасте 16 лет. Позже повторил успех в 2005.
Мировая известность пришла Йодсанклаю в 2008 году после появления в сериале «Азиатский претендет» (англ. The Contender Asia). По сценарию 16 бойцов из разных стран мира соревновались друг с другом по правилам Нок муай — старинного тайского боевого искусства, предшествовавшего современному муай-тай. Йодсанклай победил всех соперников, включая своего одноклубника Нареупола. В финале таец одолел Джона Уэйна Парра и забрал приз в размере 150000 долларов. Этот гонорар считается самым большим в истории вида спорта. На награждении победитель обещал потратить призовые на покупку дома своей матери. Этот поступок превознес и гуманизировал его образ, и он стал примером для подражания. По словам самого Йодсанклая — эта победа является самой ценной в его копилке. После участия в шоу были многочисленные победы на крупнейших мировых соревнованиях. Одним из запоминающихся моментов в карьере бойца был эпизод, когда в 2010 страна послала его отвоевывать Кубок Короля Таиланда, который годом ранее был впервые в истории завоеван иностранцем. Космо Александр единственный на тот момент фаранг (в переводе с тайского языка «иностранец») получил этот титул. Йодсанклай справился с поставленной задачей, победив бразильского бойца в финале. Многие специалисты в мире боевых искусств считают работу ногами Йодсаклая одной из самых сильных среди бойцов-ударников. В 2012 году бой с его участием был признан боем года в мире по правилам муай-тай.
С 2005 года живет и тренируется в Паттайе в зале команды Фаиртекс. Вторая часть спортивного псевдонима по тайской традиции унаследована бойцом от названия команды. Иногда спортсмен выбирается тренироваться в Китай, где занимается продвижением тайского бокса.
В 2017 году Йодсанклай заявил о завершении карьеры, но в 2018 вернулся выступать в One в бою против Энрико Келя. С тех пор он получил дополнительную приставку к своему спортивному псевдониму — IWE. Аббревиатура соответствует названию китайского зала, в котором тренируется Йодсанклай IWE Фаиртекс.
23 октября 2019 года Джамал Юсупов срочно заменил Сашу Мойсу на ONE Championship: Age Of Dragons в бою против Йодсанклая Фаиртекса. В данном схватке он проиграл нокаутом во втором раунде ударами руками. Это стало первым поражением Йодсанклая нокаутом с 2005 года.

## Титулы и достижения
- 2014 — Победитель Lion Fight Championship, средний вес
- 2013 — Победитель Thai Fight, средний вес
- 2013 — Lion Fight Championship, средний вес
- 2012 — Чемпион WMC в среднем весе
- 2011 — Победиткль Toyota Vigo Marathon tournament runner up — средний вес
- 2010 — Победитель Кубка короля Таиланда
- 2010 — Серебряная медаль Всемирных игр боевых искусств СпортАккорд, средний вес
- 2009 — Чемпион мира W.P.M.F.
- 2008 — Победитель Super 8 Guinea
- 2008 — Чемпион Мира по версии Всемирного совета муай-тай
- 2008 — Победитель шоу Contender Asia
- 2008 — Чемпион KO World Series, средний вес
- 2006 — Чемпион W.P.M.F., первый средний вес
- 2005—2009 — Обладатель пояса WBC в полусреднем весе
- 2005 — Чемпион по версии Профессиональной ассоциации бокса Таиланда (PAT), первый средний
- 2005 — Чемпион Люмпхини в полусреднем весе
- 2003 — Победитель Toyota D4D Marathon tournament в легчайшем весе
- 2001 — Чемпион Люмпхини в наилегчайшем весе